# Відродження (Мелітопольський район)
Відродження — селище в Україні, в Мелітопольському районі Запорізької області. Входить до складу Новобогданівської сільської громади. Населення становить 784 особи.

## Географія
Селище Відродження знаходиться на відстані 1,5 км від села Миколаївка та за 4,5 км від села Новобогданівка. Через селище проходить автомобільна дорога Т 0811. Поруч проходить залізниця, станція Платформа 138 км за 3,5 км.

## Походження назви
На території України 6 населених пунктів з назвою Відродження.

## Історія
- 1900 — дата заснування.
- До 2017 року було частиною Новобогданівської сільської ради.

## Населення

### Мова
Розподіл населення за рідною мовою за даними перепису 2001 року:
| Мова       | Кількість | Відсоток |
| ---------- | --------- | -------- |
| російська  | 592       | 75.51%   |
| українська | 189       | 24.11%   |
| білоруська | 2         | 0.26%    |
| вірменська | 1         | 0.12%    |
| Усього     | 784       | 100%     |

## Економіка
- Дослідне господарство «Відродження» інституту олійних культур Національної академії аграрних наук.[2]

## Об'єкти соціальної сфери
- Школа. Відродженська загальноосвітня школа I—III ступенів розташована за адресою вул. Горького, 7. У школі 10 класів, 74 учні та 29 співробітників. Директор школи — Горбенко Ольга Миколаївна. У школі діють гуртки «Математична логіка», «Цікава інформатика», «Комп'ютерна азбука», «Юні в'язальниці», «Рівний рівному», в яких у сумі займаються 60 учнів. Дитяче самоврядування представлено Учнівською республікою «Відродження», на чолі якої стоїть учнівський комітет з 14 учнів.[3].